# Citrulină
Citrulina este un aminoacid cu formula H2NC(O)NH(CH2)3CH(NH2)CO2H, fiind un intermediar important în ciclul ureei. Este obținută ca urmare a conversiei enzimatice a argininei la oxid nitric, proces catalizat de oxid nitric sintază. În ciclul ureei se obține din ornitină și carbamoil-fosfat.